# Begonia chlorosticta
Begonia chlorosticta là một loài thực vật có hoa trong họ Thu hải đường. Loài này được Sands mô tả khoa học đầu tiên năm 1981 publ. 1982.